# Garypus bonairensis realini
Garypus bonairensis realini es una subespecie de arácnido del orden Pseudoscorpionida de la familia Garypidae.

## Distribución geográfica
Se encuentra en Aruba.